# Liste der Bodendenkmale in Geithain
In der Liste der Bodendenkmale in Geithain sind die Bodendenkmale der Stadt Geithain und ihrer Ortsteile nach dem Stand der Auflistung von Klaus Kroitzsch und Harald Quietzsch aus dem Jahr 1984 aufgelistet. Eventuelle Änderungen und Ergänzungen, insbesondere aus der Zeit nach der Wende, sind nicht berücksichtigt, da für Sachsen aktuell keine neueren allgemein zugänglichen Bodendenkmallisten vorliegen. Die Baudenkmale sind in der Liste der Kulturdenkmale in Geithain aufgeführt.
| Denkmal-ID | Fundart            | Ortsteil   | Bezeichnung               | Zeitstellung    | Lage                                                                                  | Bemerkungen | Bild |
| ---------- | ------------------ | ---------- | ------------------------- | --------------- | ------------------------------------------------------------------------------------- | --- | ---- |
| ?          | besonderer Stein   | Geithain   | Steinkreuz                | Spätmittelalter | westlicher Ortsteil, südlich der Nikolaikirche auf dem Kirchhof                       | Schwertdarstellung in erhabenem Relief, Schutz seit 15. Dezember 1962                                                                   |      |
| ?          | besonderer Stein   | Geithain   | Steinkreuz                | Spätmittelalter | westlicher Ortsteil, in der Nikolaikirche, ursprünglich am Weg nach Ossa aufgestellt  | unteres Schaftstück fehlt, Schutz seit 10. Januar 1974                                                                                  |      |
| ?          | besonderer Stein   | Geithain   | Gruppe von 3 Steinkreuzen | Neuzeit (1515)  | ostsüdöstlicher Ortsrand, westlich der Marienkirche auf dem Kirchhof                  | zwei Kreuze mit Jahreszahl, Schutz seit 15. Dezember 1962                                                                               |      |
| ?          | Befestigung > Burg | Geithain   | Wehranlage                | Mittelalter     | westlicher Altstadtrand, Bereich des Nikolaikirchhofs und des Pfarrhofs, Geländesporn | Abschnittsbefestigung in Spornlage, Zwingerbereich im Norden erhalten, Abschnittswall im Osten, Graben verflacht                        |      |
| ?          | Befestigung > Burg | Rathendorf | Wehranlage                | Mittelalter     | im Ort, Bereich des Kirchbergs                                                        | ovale Anlage mit Außenböschungen von Nordwesten über Süden bis Nordosten, im Osten zusätzlich ein Graben, Schutz seit 17. November 1959 |      |
| ?          | besonderer Stein   | Rathendorf | Steinkreuz                | Nachmittelalter | südöstlich des Orts, südlich der Straße nach Obergräfenhain                           | verstümmelt, Einritzung einer menschlichen Figur, Schutz seit 10. Januar 1974                                                           |      |